# 横浜栄共済病院
横浜栄共済病院（よこはまさかえきょうさいびょういん）は、神奈川県横浜市栄区にある医療機関で、国家公務員共済組合連合会が運営する病院（旧令共済病院）である。

## 概要
1939年7月に、第1海軍燃料廠の職域病院として開設。終戦後は、母体組織が数次に渡り改組されたが現在は国家公務員共済組合連合会の傘下となる。空襲被害を受けなかった金沢大学医学部から医師派遣を受けた経緯があるため金沢大学の関連病院として出身者が多い。なお、7つの看護系大学・看護専門学校からの臨地実習を受け入れている。また、横浜南部医療圏（栄区、中区、南区、磯子区、金沢区、港南区）に位置しつつ、診療圏を栄区、港南区、戸塚区、鎌倉市北部としている。2019年7月に病棟の再整備（設計・久米設計、施工・松井建設）が終わりリニューアルオープンした。

## 沿革
- 1912年（明治45年）3月28日 「海軍造船造兵事業現業員ノ共済組合ニ関スル件」 明治45年3月23日勅令第18号が公布。
- 1922年（大正11年）3月29日 明治45年勅令第18号を全部改正し、海軍共済組合令[注釈 1]が公布され『海軍共済組合』が発足。（以後、6次に渡り改正）
- 1939年（昭和14年）7月15日 第1海軍燃料廠の職域病院として大船海軍共済組合病院を開設。
- 1945年（昭和20年）8月15日 終戦により、地域医療に寄与することを目的とした大船共済病院として改組。
- 1945年（昭和20年）10月19日 財団法人共済協会を設立。
- 1945年（昭和20年）12月1日 海軍共済組合を解散[注釈 2]し「財団法人共済協会」が承継。
- 1949年（昭和24年）06月 特殊法人非現業共済組合連合会を設立。（1947年に設立された「財団法人政府職員共済組合連合会」を承継）
- 1950年（昭和25年）12月 旧令特別措置法[3]により「特殊法人非現業共済組合連合会」に編入。
- 1958年（昭和33年）07月1日 特殊法人非現業共済組合連合会が国家公務員共済組合法施行に伴い「国家公務員共済組合連合会」と改称。
- 1985年（昭和60年）4月1日　3公社（国鉄・電電公社・専売公社）加入の為、「国家公務員等共済組合連合会」と改称。
- 1986年（昭和61年）所在地が戸塚区から分区し「栄区」が発足したことに伴い横浜栄共済病院へ改称。
- 1997年（平成09年）4月1日 - 年金法改正に伴い根拠法となる題名を「国家公務員共済組合法」とし、「国家公務員共済組合連合会」と復称。（旧3公社が民営化後も共済組合制度に残存していたものを廃止したことによる改題）
- 2009年（平成21年）地域医療支援病院として承認。
- 2010年（平成22年）横浜市二次救急拠点病院Aとして承認。
- 2012年（平成24年）12月14日 本病院、横浜南共済病院、横須賀共済病院そして平塚共済病院の4病院と関東学院大学（看護学部）の間で「包括連携に関する協定」を締結。
- 2014年（平成26年）5月 病棟建て替え工事スタート。
- 2016年（平成28年）6月 新病棟オープン（第一期工事）。[4]
- 2019年（令和元年）7月15日 創立80周年を迎える。
- 2019年（令和元年）9月1日 新棟の内覧会を開催。18日より新棟での外来診療開始。

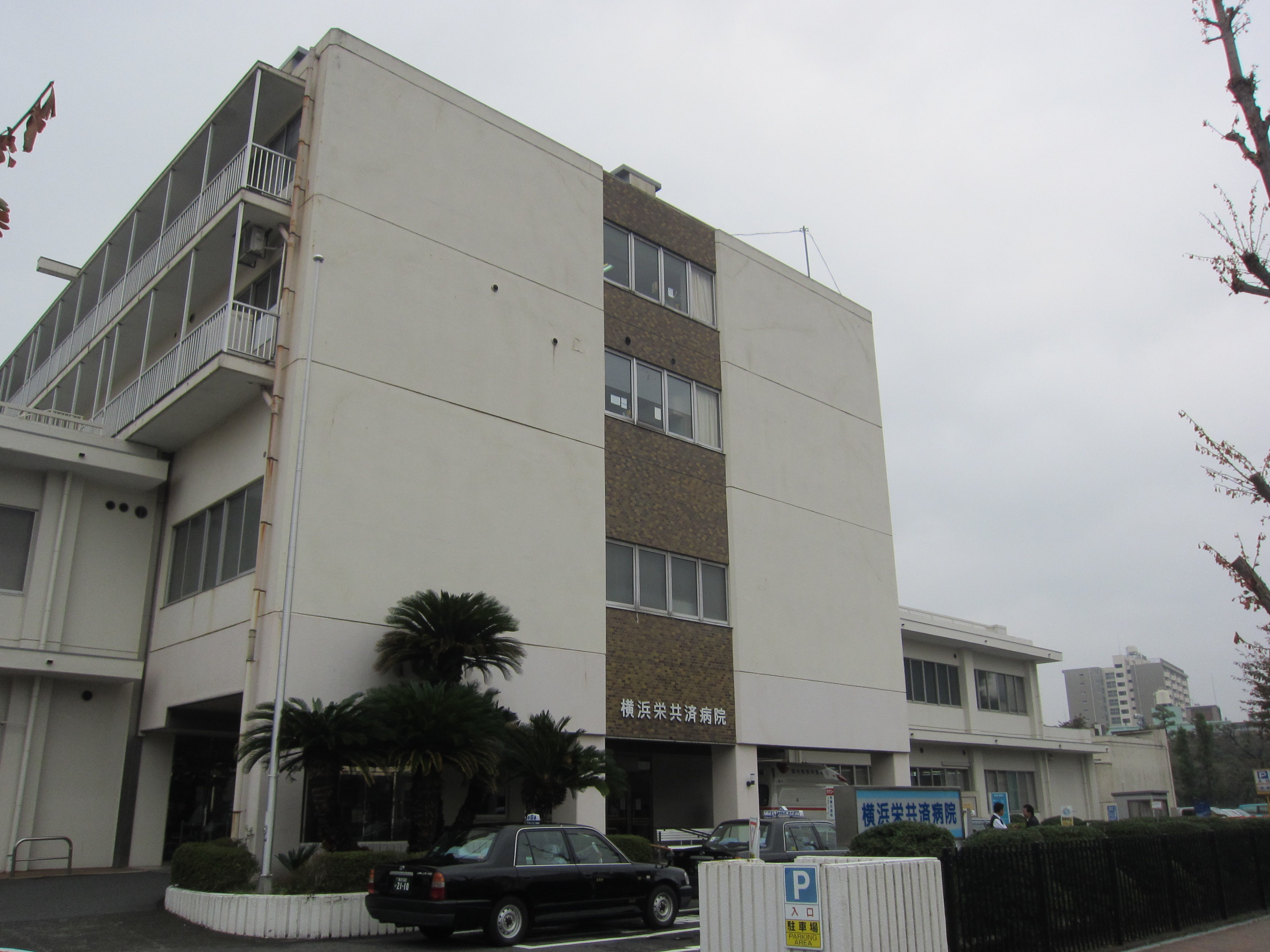
旧病棟外観

## 診療科
- 腎臓内科
- 循環器内科
- 消化器内科
- 呼吸器内科
- 代謝・内分泌内科
- 一般内科
- 外科
- 胸部心臓血管外科
- 整形外科
- 脳卒中診療科・脳神経外科
- 婦人科
- 小児科
- 泌尿器科
- 皮膚科
- 眼科
- 耳鼻咽喉科
- 麻酔科
- 歯科口腔外科
- 放射線科
- 精神神経科
- 形成外科
- 病理診断科
- 救急科
- 健康医学センター（人間ドック）

診療協力部門
- 看護部

## 医療機関の指定等
- 保険医療機関
- 臨床研修指定病院（基幹型）
- 救急指定病院
- 労災保険指定病院
- 生活保護法指定病院
- 更生医療指定病院
- 育成医療指定病院
- 療育医療指定病院
- 結核予防法指定病院（34条）
- 原子爆弾被爆者一般疾病医療取扱病院
- 地域医療支援病院
- 湘南平塚看護専門学校 実習指定病院
- 積善会看護専門学校 実習指定病院
- 横浜市病院協会看護専門学校 実習指定病院
- 神奈川県立保健福祉大学 実習指定病院
- 関東学院大学 実習指定病院
- 神奈川県立衛生看護専門学校 実習指定病院
- 東京衛生学園専門学校 実習指定病院

## 交通アクセス
電車 JR京浜東北線（根岸線） 本郷台駅下車、徒歩約7分。
バス
- 大船駅前バス停から神奈中バス並びに江ノ電バスで、公田バス停下車。徒歩約2分。
- 本郷台駅より無料シャトルバスが平日昼間に運行されている。[5]

車　有料駐車場あり